# Faune des îles Kerguelen
La faune des îles Kerguelen est composée d'espèces historiques, et d'espèces invasives amenées par l'homme.

## Espèces endémiques
Comme les îles Kerguelen se situent à la convergence antarctique, où les eaux froides remontant de l'Antarctique se mélangent aux eaux plus chaudes de l'océan Indien, le climat est relativement clément, descendant rarement en dessous de 2 degrés, et dépassant rarement 10 degrés. Les mammifères marins et les oiseaux de mer sont donc nombreux :

### Mammifères marins
- phoques et otaries : 
  - Éléphant de mer austral (Mirounga leonina),
  - Otarie de Kerguelen (Arctocephalus gazella)
  - occasionnellement Léopard de mer (Hydrurga leptonyx).

- cétacés : 
  - Dauphin de Commerson (Cephalorhynchus commersonii kerguelenensis[1] ),
  - Orque (Orcinus orca)
  - Baleine à bosse (Megaptera novaeangliae), etc.

### Oiseaux
- manchots : 
  - Manchot royal (Aptenodytes patagonicus)
  - Manchot papou (Pygoscelis papua)
  - Gorfou sauteur (Eudyptes chrysocome)
  - Gorfou doré (Eudyptes chrysolophus).

- oiseaux de mer : 
  - albatros,
  - Chionis
  - cormorans
  - Damier du Cap
  - goélands
  - pétrels
  - Prion de MacGillivray
  - labbes
  - sternes.

### Poissons
- Dissostichus eleginoides (Légine australe ou Colin antarctique)
- Zanclorhynchus spinifer (Cacique antarctique)
- Chaenichthys rhinoceratus[2]
- Notothenia rossii[2] (Colin de Kerguelen)
- Notothenia cyanobrancha[2]
- Notothenia coriiceps
- Champsocephalus gunnari

### Insectes
- Mouche des Kerguelen (Anatalanta aptera), une mouche aptère (sans ailes) qui existe uniquement sur les îles Crozet, Heard et Kerguelen[3]. Dans certains secteurs de l'archipel, la population de mouches des Kerguelen a été sérieusement réduite, voire éliminée, par un prédateur introduit par l'homme, le carabe[3].

## Animaux introduits
Aux XIXe et XXe siècles, les hommes ont introduit plusieurs espèces d'animaux sur l'archipel, encore que certaines îles périphériques en restent exemptes.
Pour éviter l'augmentation du problème, deux arrêtés des TAAF datant de 2001 interdisent l'introduction d'animaux domestiques et celle de spécimens d'espèces animales ou végétales non indigènes.
Les mammifères terrestres introduits sont les moutons, les mouflons, les rennes, les lapins, les rats et les chats. La truite fario a été introduite dans les cours d'eau de l'archipel. Mais parmi tous les mammifères cités, seuls les moutons et mouflons ont été éradiqués[réf. souhaitée].

### Souris
Les souris sont sans doute les premières à être arrivées, au XIXe siècle, avec les bateaux de pêche ou de chasse baleinière. Elles peuvent connaître des proliférations saisonnières. Elles ont aussi apporté des maladies potentiellement mortelles pour la faune locale.

### Lapins
Les lapins de l'archipel ont semble-t-il été introduits par les scientifiques d'une mission britannique de 1874. Les animaux, quelques couples de lapins en provenance d'Afrique du Sud, auraient été débarqués du Volage le 5 novembre 1874 à la baie de l'Observatoire.
Les lapins ont eu un impact très négatif sur la végétation locale. Le tapis épais et continu d'azorelle (Azorella selago) sur lequel pouvaient s'implanter diverses autres espèces comme le célèbre chou de Kerguelen a pratiquement disparu, remplacé par une prairie monospécifique de Acaena adscendens (famille des Rosaceae), plante ressemblant à une petite pimprenelle. Cette végétation originelle est encore visible sur les îles périphériques non peuplées par les lapins.

### Chats
Une population férale de chats s'est développée sur l'archipel. D'après les témoignages d'anciens membres des expéditions aux îles Kerguelen, elle descendrait de quelques animaux de compagnie amenés par les scientifiques ou le personnel de service dans les années 1950, dans le but entre autres de lutter contre les souris.
L'Institut polaire français - Paul Émile Victor confirme d'ailleurs que « les chats ont été introduits en 1950 pour endiguer la prolifération des rats qui avaient eux-mêmes été introduits involontairement par des baleiniers au XIXe siècle. Malheureusement, les pétrels sont plus faciles à chasser que les rats… Malgré les difficultés rencontrées pour s'acclimater, grâce à ces oiseaux, certains chats ont pu s'installer définitivement et sont redevenus sauvages. Quelques chasseurs ont bien essayé de les éliminer mais en vain. Les félins ont commencé à se multiplier et la population des pétrels a dramatiquement baissé. Lorsque le nombre de pétrels ne fut plus suffisant pour nourrir tous les chats, ceux-ci ont alors mangé les lapins. Un nouvel équilibre est apparu entre les populations de chats et de lapins, au détriment des espèces de pétrels. Ces mammifères ne pouvant heureusement pas voler, des pétrels ont pu survivre sur les îlots voisins. »
Dans les années 1970, des tentatives d'éradication ont été menées contre les chats, afin de protéger les oiseaux de mer indigènes. Mais ces tentatives ont échoué.
La population de chats se nourrit essentiellement des lapins introduits, de souris et d'oiseaux de mer dont ils affectent la population.
La population fondatrice semble avoir été très faible, et des cas d'anomalies ont été constatés, qui seraient liées à la consanguinité originelle. On note aussi une certaine adaptation à l'environnement, comme l'augmentation de l'épaisseur de la fourrure afin de s'adapter au froid.

### Moutons
Il y a eu un élevage extensif de quelque 3 500 moutons pour l'alimentation des résidents.
L'élevage se pratiquait en quasi liberté, mais était limité à la seule île Longue, une île de l'archipel faisant 35 km2. Il y eut également par le passé un troupeau sur l'île aux Moules (les clôtures et piquets des enclos ont été retirés en 2012).
Petite citation de 2008 : « Il est intéressant de noter que le troupeau de moutons de l'île Longue constitue le plus grand troupeau du monde de la race Bizet, originaire du Cantal… qui est menacée en France ! ».
À la suite d'une décision des comités scientifiques des Terres Australes Françaises, l'éradication de tout le troupeau de moutons a été décidée à la fin des années 2000 pour lutter contre les effets négatifs sur l'environnement des introductions d'espèces invasives. On a ainsi noté une dégradation importante des sols à cause du piétinement, ainsi qu'un impact négatif sur les végétaux endémiques. Un abattage partiel (brebis et jeunes) a été entrepris, et les béliers ont été laissés sans possibilité de reproduction, jusqu'à extinction. « Fin 2012, il ne reste donc que des béliers, estimés à 200
individus, rassemblés dans un parc de l’île Longue ». Aujourd'hui le mouton est totalement éradiqué.

### Mouflons

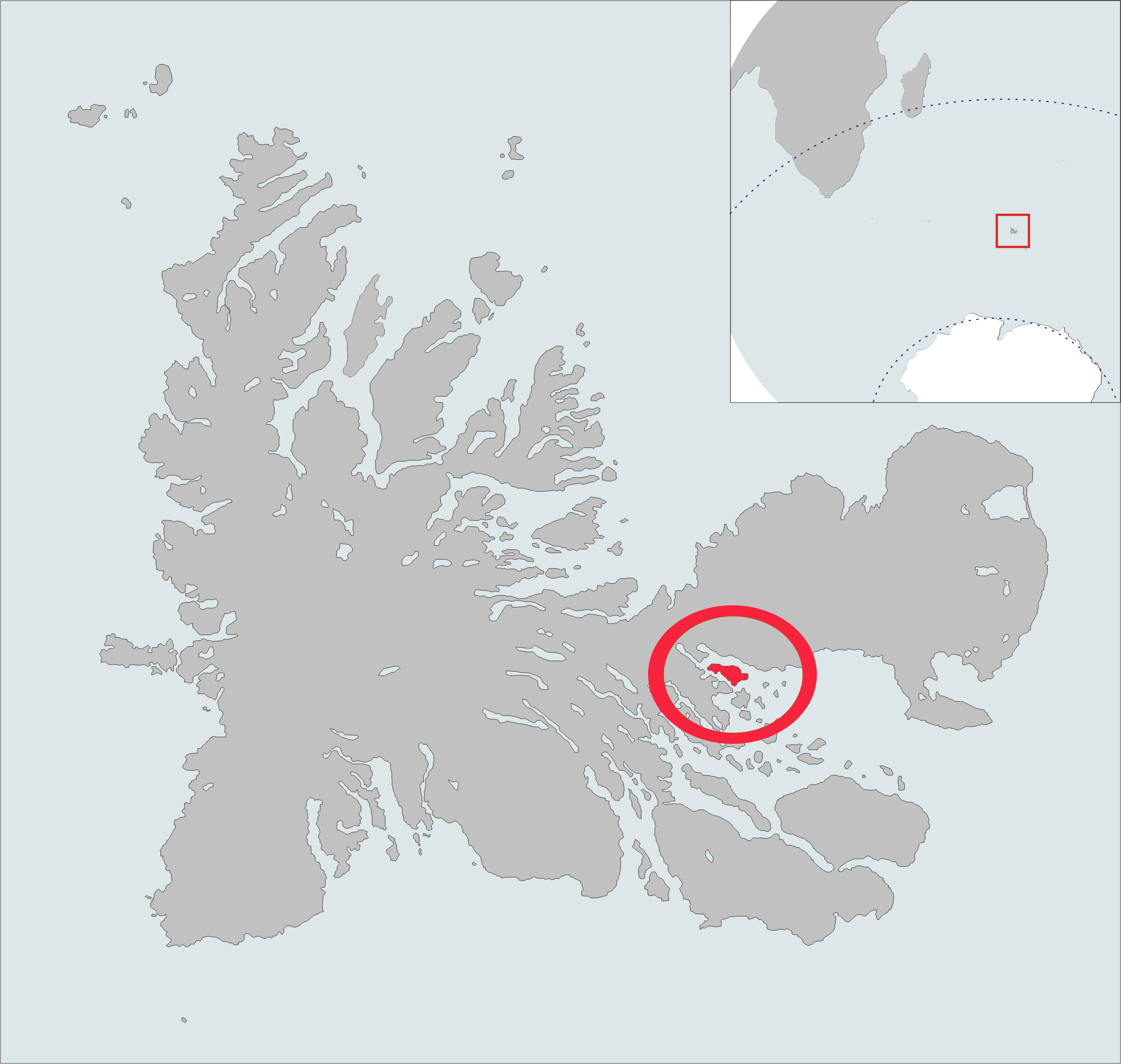
Île Haute, où vivaient les mouflons corses.

#### Histoire
En 1957, les autorités en place décident d'offrir aux résidents la possibilité de chasser le mouflon. On importe donc un couple de mouflons de Corse, originaires du zoo de Vincennes à Paris. La population de mouflons a d'abord crû de façon exponentielle pour ensuite fluctuer, à partir du début des années 80, entre 300 et 700 individus ». Les deux animaux ont été relâchés avec trois rennes suédois sur la seule île Haute, une petite île de 6,5 km2. Comptant une centaine de têtes chacune à la fin des années 1960, les deux populations sont entrées en compétition pour l'espace et la nourriture de ce petit territoire insulaire, et les rennes ont fini par gagner la Grande Terre à la nage, jusqu'à totalement disparaître de l'île Haute vers 1980.
Jusqu'au début des années 2010, tous les mouflons de l'archipel se trouvaient encore sur l'île Haute, territoire rocheux, qui ne comptait que 30 % d'un « faible couvert herbacé ». En 1972, des graminées fourragères ont été introduites sur l'île afin d'améliorer les ressources pour les mouflons.
La population a connu une progression fulgurante, puisque « la population [de la petite île] atteint 100 individus au début des années 1970 […], puis a augmenté de façon exponentielle pour aboutir à 700 individus en 1977. ».

Depuis lors, la population a été caractérisée par une dynamique cyclique, fluctuant entre 250 et 700 individus (Chapuis et al. 1994), avec des effondrements hivernaux se produisant à une périodicité de 3-5 ans après que le nombre d'individus ait dépassé environ 600.
L'introduction de 1957 n'était pas la première tentative, puisque l'année précédente, un autre couple provenant déjà du zoo de Vincennes avait été relâché sur le minuscule îlot Blakeney (2,5 km2), dans le golfe du Morbihan, mais les deux bêtes étaient rapidement mortes.

#### Diversité génétique
La population de l'île Haute souffre potentiellement de plusieurs handicaps génétiques : elle descend d'un couple unique, elle vit sur une île de petite taille ce qui entraîne une forte proximité reproductive entre tous les individus, et elle passe par des effondrements de population réguliers, qui divisent tous les trois à cinq ans la population par deux, voire davantage. Une très forte consanguinité était donc inévitable, porteuse attendue d'une très forte homozygotie.
Pourtant, dans un article publié dans Proceedings of the Royal Society of London le 22 février 2007, Kaeuffer et ses collègues ont montré que malgré la faiblesse de la population originelle (deux animaux) la diversité génétique de la population, quoique plus faible que celle des populations corses d'origine, était encore étonnamment élevée, ce qui semblait écarter les problèmes de consanguinité qu'on aurait pu attendre. Mieux, les échantillons génétiques de 2003 étaient beaucoup plus hétérozygotes que ceux des années 1960 et 1970.
Les chercheurs attribuent l'augmentation de cette diversité génétique à la sélection naturelle ; l'échelle de temps étant trop courte pour que cette diversité soit attribuable à des mutations génétiques, et les îles trop isolées pour avoir subi des migrations. Cette diversité s'explique par l'élimination, au fil des générations, des individus avec une faible diversité génétique. Dans les petites populations isolées, des individus apparentés ont de grandes chances de se reproduire entre eux et d'engendrer des individus consanguins ou homozygotes. La population voit sa diversité génétique s'appauvrir et son potentiel évolutif diminuer. De plus, la consanguinité est connue pour provoquer l'apparition de maladies génétiques. Les individus les plus hétérozygotes semblent mieux résister aux maladies.

#### Éradication
À la suite d'une décision des comités scientifiques des Terres australes françaises, l'abattage de tout le troupeau de mouflons a été décidé pour lutter contre les effets négatifs pour l'environnement des introductions d'espèces invasives, en particulier le broutage de végétaux endémiques rares. Les campagnes ont été menées entre 2009 et 2012, année où les quatre derniers animaux ont été abattus. L'espèce est aujourd’hui considérée comme éradiquée.

### Rennes
Dix rennes de Suède ont été introduits en 1955-1956 sur l'île Haute. Cette petite population d'origine a été renforcée par les descendants de trois rennes suédois introduits en 1957 sur l'île Haute avec les mouflons.
Comptant une centaine de têtes chacune à la fin des années 60, les deux populations sont entrées en compétition pour l'espace et la nourriture de cette petite île (6,5 km2), et les rennes ont fini par gagner la Grande Terre à la nage en 1981, jusqu'à totalement disparaître de l'île Haute.
La population de rennes est estimée en 2013 à 2 000 têtes environ, avec une tendance à la stabilité démographique. Leur impact a été négatif pour certaines espèces végétales, en particulier les lichens, dont la croissance est très lente, et sur lesquels ils exercent une forte pression.
À compter de 2011, un programme d'analyse de l'impact environnemental précis des rennes a été entrepris, afin de statuer sur la politique de gestion à mener les concernant : régulation de la population ou éradication .